# Admiral Tegetthoff

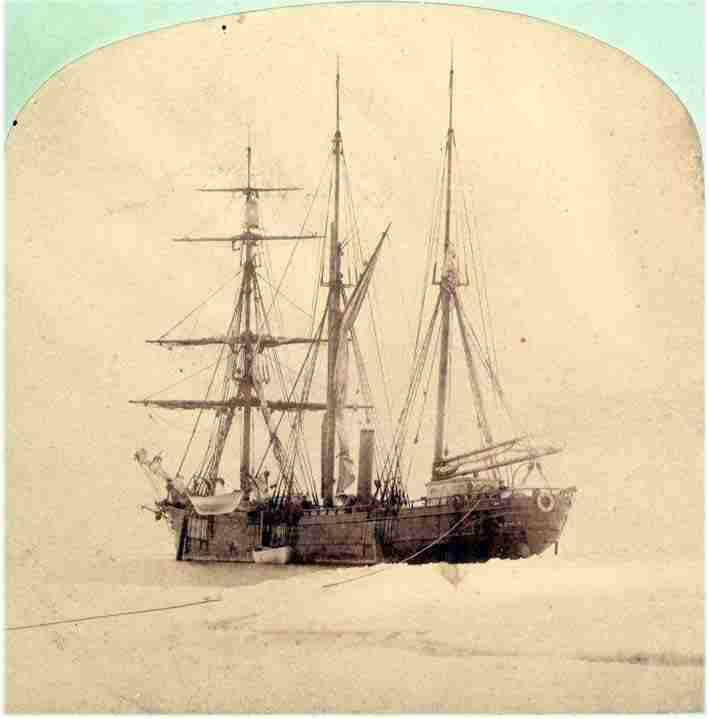
Admiral Tegetthoff

Admiral Tegetthoff byla průzkumná plachetnice s pomocným parním pohonem, jejíž posádka během rakousko-uherské expedice uskutečněné v letech 1872–1874 objevila souostroví Země Františka Josefa. Plachetnice byla pojmenovaná po admirálu Wilhelmu von Tegetthoff.

## Technické údaje
Loď byla dřevěná a měla výtlak 220 t. Na délku měřila 44,81 m, šířka byla 7,3 m a výška 3,47 m. Trup lodi byl přizpůsoben pohybu v moři plném ker a tomu, aby odolal jejich tlaku nebo dokonce vyzdvižení na povrch kry. Hlavní pohon zajišťovaly tři stěžně s plachtovím a doplňoval je parní stroj o výkonu 100 koňských sil, který poháněl lodní šroub chráněný  před krami ocelovou konstrukcí. Na počátku plavby byla loď o 30 tun přetížena, protože vezla zásoby až na tři roky a 130 t uhlí, které mělo stačit kromě vytápění k pohonu lodního šroubu po dobu 50 až 60 dní. Posádka měla k dispozici dvě kajuty: jednu pro pět osob, kterou obývali důstojníci s lékařem a druhou pro zbytek posádky.

## Posádka
Posádku lodi tvořilo 24 mužů. Vůdci expedice byli poručík řadové lodi Carl Weyprecht a nadporučík Julius von Payer. Dalšími důstojníky byli poručík řadové lodi Gustav Brosch z Chomutova a praporčík řadové lodi Eduard Orel z Nového Jičína. Lodním lékařem byl Maďar Julius Kepes, strojníkem Ota Kříž z Pačlavic, loďmistrem Petar Lusica z Cresu a tesařem Antun Večerina, oba Chorvati. Kromě dalších jedenácti námořníků k posádce patřil topič Josef Pospíšil z Přerova, kuchař Johann Orasch, horolezci a lovci Johann Haller a Alexius Klotz a harpunář Elling Carlsen z Tromsø.
Na začátku expedice bylo na lodi také osm psů určených k tahání saní.

## Plavba

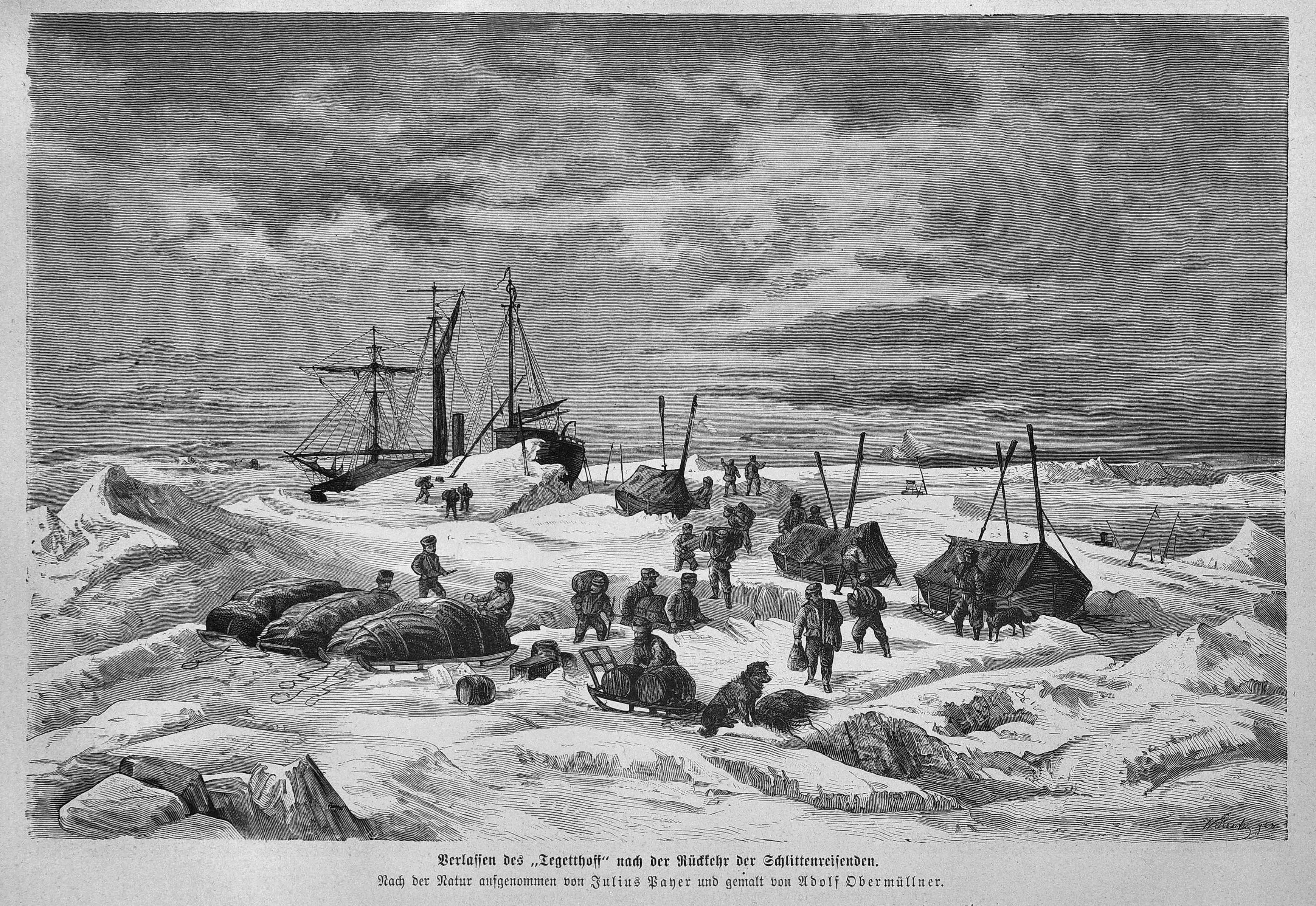
Opuštění lodi v květnu 1874

Loď podnikla jedinou plavbu, jejímž cílem bylo najít trasu Severovýchodního průjezdu. Dne 13. června 1872 vyplula z Bremerhavenu a 3. července zakotvila v Tromsø, kde posádka doplnila výstroj a zásoby. Znovu vyplula 13. července, o tři dny později minula Severní mys a po obtížné plavbě skrz ledová pole dosáhla 3. srpna pobřeží Nové země. 12. srpna zakotvila u velké kry, kde posádka začala s výcvikem psů k tahání saní, a ve stejný den se u Pankraťjevova ostrova setkala s lodí Isbjörn, na které se plavil sponzor Weyprechtovy a Payerovy expedice, hrabě Johann Nepomuk Wilczek. Obě lodi se oddělily až 21. srpna, ale už o den později zabránily ledové valy další plavbě Tegetthoffu. Přestože se ho posádka snažila vyprostit i pomocí výbušných min, byla loď od tohoto dne uzavřena v ledovém poli a pohybovala se jen díky ledovému driftu.
Pohyb ledových ker ji unášel více než rok až do 1. listopadu 1873, kdy posádka poprvé spatřila pobřeží neznámého ostrova. Souostroví posádka nazvala na počest císaře Zemí Františka Josefa a samotný ostrov pojmenovala podle mecenáše výpravy jako Wilczekův ostrov. U jeho pobřeží zůstala uvězněná v ledu. Někteří členové posádky odtud podnikli tři výzkumné cesty na saních, ale pro nedostatek zásob k dalšímu přezimování se 20. května 1874 posádka rozhodla loď opustit, aby se na třech člunech vydala na plavbu k Nové zemi. Vzhledem k nutnosti překonat rozsáhlé ledové pole, po kterém se těžce naložené  čluny na saňových podvozcích pohybovaly jen velmi pomalu (někdy jen o stovky metrů denně), se posádka na loď ještě několikrát vrátila, aby doplnila zásoby. Teprve po 96 dnech cesty se čluny expedice u pobřeží Nové země setkaly s ruským rybářským škunerem Nikolaj, který posádku odvezl zpět do Norska.